# Lyvia River Cascades
Die Lyvia River Cascades sind ein Kaskaden des Lyvia River im Fiordland-Nationalpark auf der Südinsel Neuseelands. Sie liegen an der Brücke der Wilmot Pass Road über den Livia River. Ihre Fallhöhe beträgt rund 5 Meter.
Die Kaskaden sind im Rahmen einer organisierten Tour zum Doubtful Sound/Patea zu besuchen.